# 天津法租界公议局

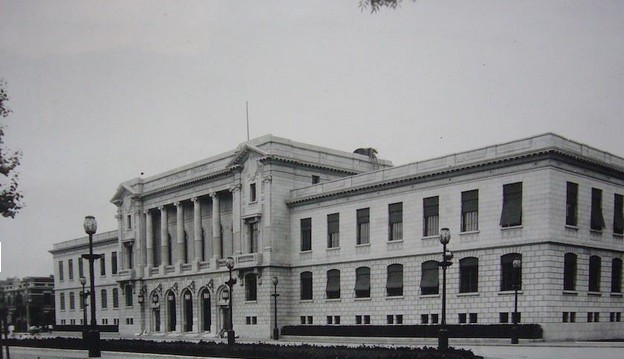
原天津法国公议局大楼

天津法租界公议局（法語：Conseil d'Administration Municipale de la Concession Française）是原天津法租界内负责行政事务的综合管理机构，直接受天津法租界董事会领导，为其行使行政职能的执行机构。其前身为成立于清同治元年（1862年）的天津法租界工部局。后来，原工部局所辖的秘书部与工程部这两个部门改组成天津法租界公议局，天津法租界公议局总部设在当时天津法租界克雷孟梭广场旁的领事馆路（Rue du Consulat）（今和平区承德道12号）的天津法国公议局大楼。

## 董事会
根据《天津法租界市政管理组织大纲》中的相关规定：天津法租界董事会由天津法租界中的纳税人选举产生，法国驻天津领事实际掌握天津法租界的行政权，他是法定的总董，还是财政、卫生与公用工程委员会的主席，他也负责召集和主持每年举行的选举董事会的选举人大会，并可指定部分董事。天津法租界的选举人大会选举天津法租界董事会的部分董事或大部分董事，没有立法权和行政监督权。董事会任期为2年，每年改选一半。天津法租界董事会设有7至9名董事，其中法国籍董事必须占董事会的半数以上，通过选举产生的其他国籍的董事必须由三种不同国籍的侨民来组成。此外，天津法租界董事会的各项决议必须经过法国驻天津领事明令公布才能通过生效。天津法租界的总董要受法国驻中国公使的直接监督和法国外交部的间接监督。天津法租界董事会下设有六个委员会：公用工程委员会、财政委员会、教育委员会、捐税委员会、卫生委员会和图书馆委员会。

## 下属机构

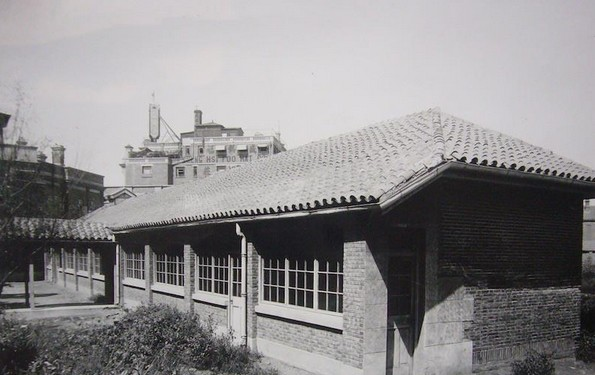
原巴斯德化验所

天津法租界公议局是天津法租界内管理行政事务的机构，法国驻天津领事兼任天津法租界公议局董事会长。此外，还设一名秘书长职位由法国驻天津副领事担任并统揽全局事务。天津法租界公议局下设有五个处室，分别是：总务处、巡警处（后为新的天津法租界工部局）、工程处、捐务处和会计处。其中，总务处统管局内一切事物。巡警局改组成为新天津法租界工部局，主要负责天津法租界内的警务、道路和卫生等工作。工程处负责天津法租界内所有的土木建筑工程并兼有审批蓝图和检验工程质量的权力。捐务处负责征收天津法租界内的房地捐、营业捐和特殊捐税等税务。会计处负责天津法租界内的所有财务收支业务。天津法租界公议局（含天津法租界工部局）共有1000余名中外工作人员，其中，法国国籍的工作人员占总数的十分之一。此外，天津法租界公议局还设有一个巴斯德化验所，位于当时天津法租界的杜总领事路（今和平路275号至281号渤海大楼旧址），所长为法国医生米大夫，北洋医学院毕业的朱世英大夫任副所长。当时天津各医院的化验业务均由巴斯德化验所办理。

## 公议局大楼

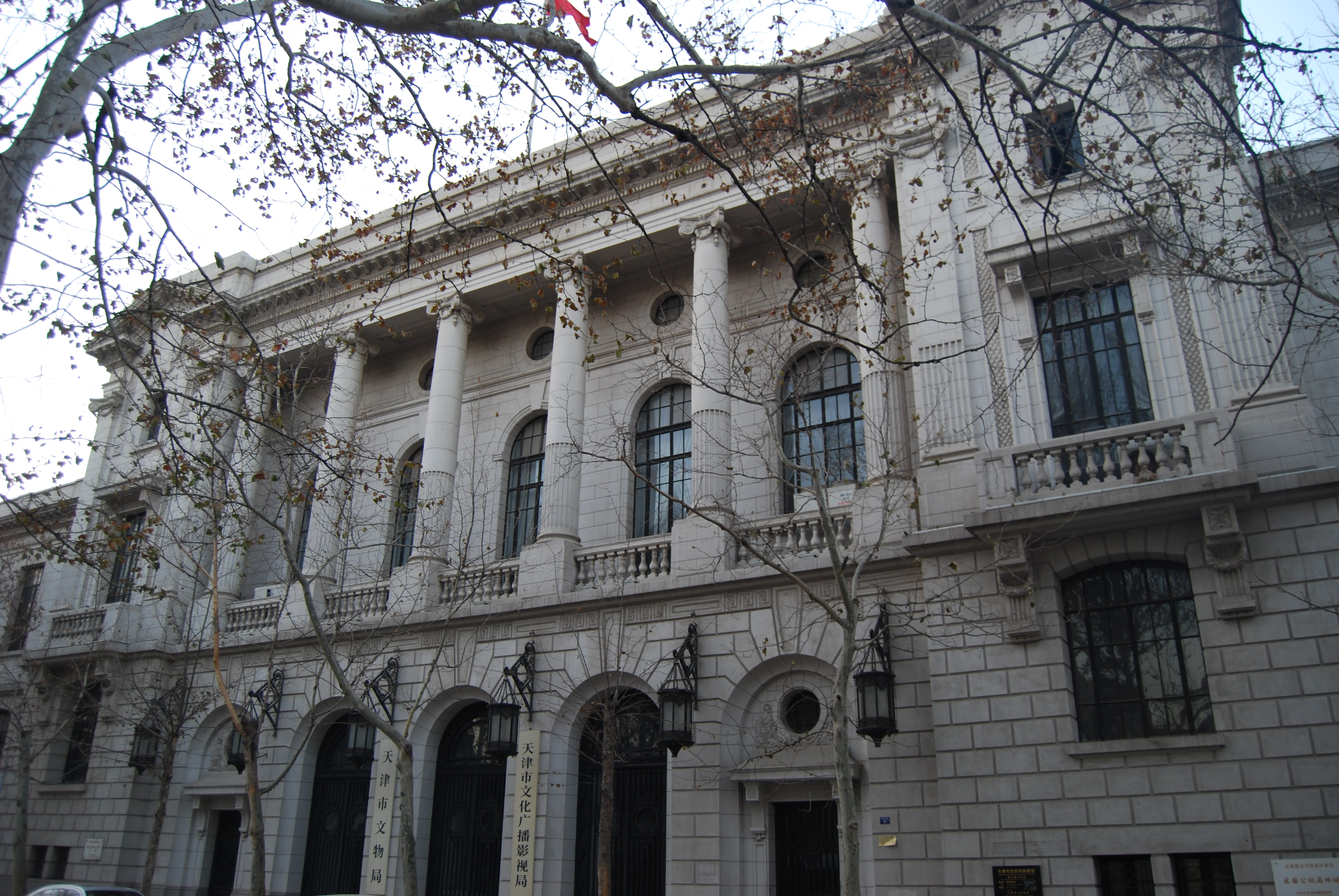
法国公议局旧址

法国公议局旧址位于当时的天津法租界克雷孟梭广场北侧的领事馆路（Rue du Consulat）（今和平区承德道12号），建于1929年至1931年期间，由法国建筑师慕乐（Muller）和比商义品公司工程师门德尔森（L.MENDELSSOHN）设计，该建筑为三层混合结构的建筑设有半地下室，为一座巴洛克风格的罗马古典复兴主义建筑。现为天津市文化广播影视局办公楼，也是全国重点文物保护单位和重点保护等级历史风貌建筑。

## 结束
1937年12月17日，日本扶植的傀儡政权天津特别市政府成立。1943年2月23日，法国维希政府宣布，同意放弃在中国的法租界。1943年6月5日，汪精卫政权收回天津法租界，天津特别市政府搬至天津法国公议局大楼，天津法租界公议局宣告结束。

## 内部链接
- 工部局
- 天津法租界
- 天津法租界工部局